# Baudette (Minnesota)
Baudette ist eine Kleinstadt (mit dem Status „City“) und Verwaltungssitz des Lake of the Woods County im US-amerikanischen Bundesstaat Minnesota. Das U.S. Census Bureau hat bei der Volkszählung 2020 eine Einwohnerzahl von 966 ermittelt.

## Geografie
Baudette liegt im Norden Minnesotas am Südufer des Rainy River, der die Grenze zu Kanada bildet. Der Ort liegt auf 48°42′45″ nördlicher Breite, 94°36′00″ westlicher Länge und erstreckt sich über 12,07 km², die sich auf 11,01 km² Land- und 1,06 km² Wasserfläche verteilen.
Benachbarte Orte von Baudette sind Rainy River am gegenüberliegenden Ufer des gleichnamigen Flusses in der kanadischen Provinz Ontario, Clementson (12,9 km östlich) und Williams (27,5 km westlich).
Die nächstgelegenen größeren Städte sind Fargo in North Dakota (376 km südwestlich), Winnipeg in der kanadischen Provinz Manitoba (262 km nordwestlich), Thunder Bay am Oberen See in der kanadischen Provinz Ontario (459 km östlich), Duluth (345 km südöstlich) und Minneapolis (411 km südlich).

## Verkehr

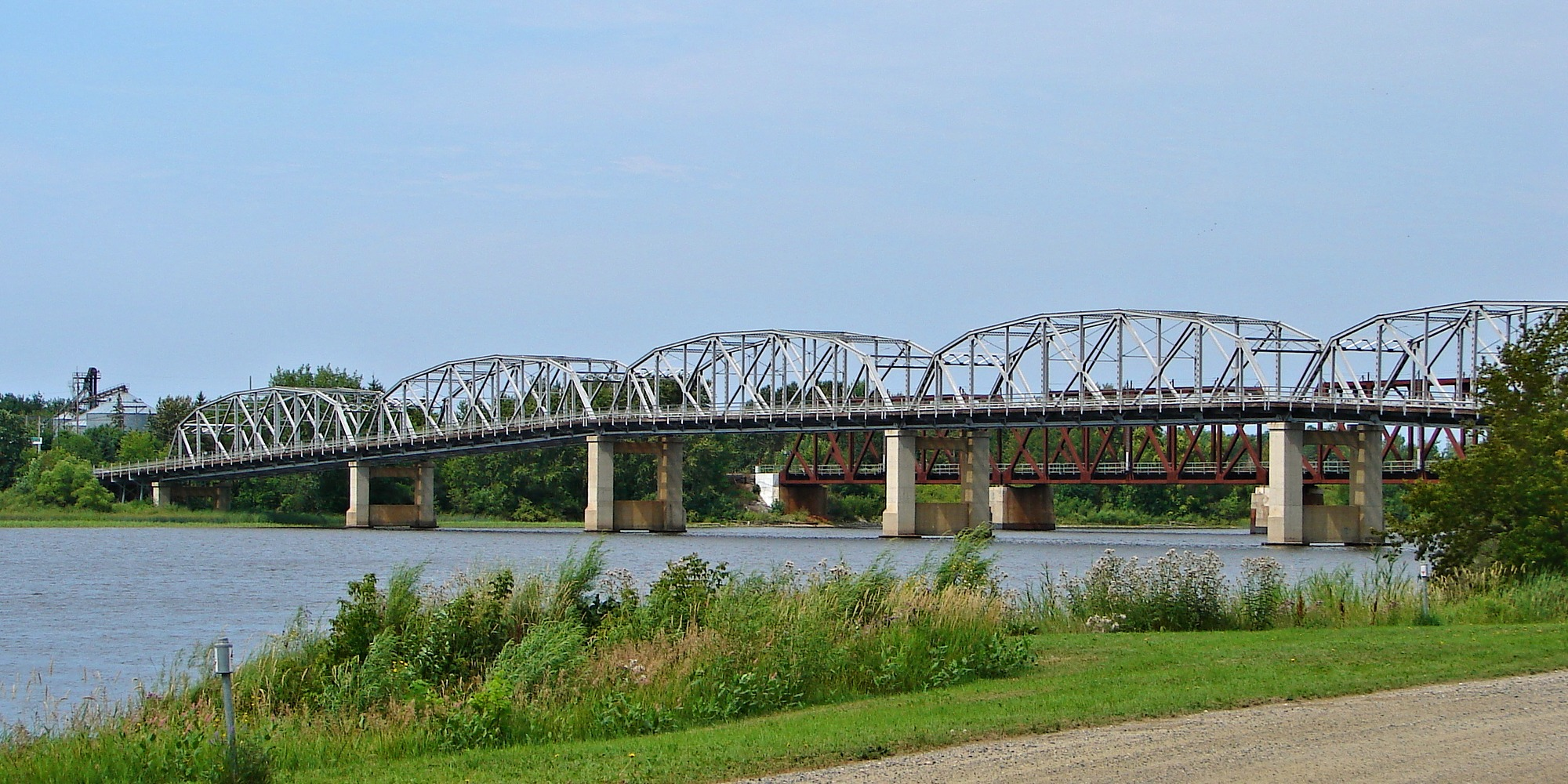
Straßen- und Eisenbahnbrücke über den Rainy River

In Baudette treffen die Minnesota State Routes 11 und 172 zusammen und führen als Hauptstraße durch die Stadt und danach über die Rainy River International Bridge nach Kanada. Alle weiteren Straßen sind untergeordnete und teils unbefestigte Fahrwege sowie innerörtliche Verbindungsstraßen.
Parallel zur MN 11 verläuft eine Eisenbahnstrecke der Canadian National Railway durch die Stadt und über eine weitere Brücke nach Kanada.
Im Norden des Stadtgebiets von Baudette liegt mit dem Baudette International Airport ein kleiner Flugplatz. Die nächsten größeren Flughäfen sind der Hector International Airport in Fargo (377 km südwestlich), der Winnipeg James Armstrong Richardson International Airport (271 km nordwestlich), der Thunder Bay Airport (458 km östlich) und der Minneapolis-Saint Paul International Airport (518 km südsüdöstlich).

## Demografische Daten
Nach der Volkszählung im Jahr 2010 lebten in Baudette 1106 Menschen in 489 Haushalten. Die Bevölkerungsdichte betrug 100,5 Einwohner pro Quadratkilometer. In den 489 Haushalten lebten statistisch je 2,17 Personen.
Ethnisch betrachtet setzte sich die Bevölkerung zusammen aus 94,4 Prozent Weißen, 0,1 Prozent (eine Person) Afroamerikanern, 0,7 Prozent amerikanischen Ureinwohnern, 0,8 Prozent Asiaten sowie 0,5 Prozent aus anderen ethnischen Gruppen; 3,4 Prozent stammten von zwei oder mehr Ethnien ab. Unabhängig von der ethnischen Zugehörigkeit waren 1,8 Prozent der Bevölkerung spanischer oder lateinamerikanischer Abstammung.
23,5 Prozent der Bevölkerung waren unter 18 Jahre alt, 54,3 Prozent waren zwischen 18 und 64 und 22,2 Prozent waren 65 Jahre oder älter. 53,7 Prozent der Bevölkerung war weiblich.

Das mittlere jährliche Einkommen eines Haushalts lag bei 45.833 USD. Das Pro-Kopf-Einkommen betrug 22.154 USD. 11,3 Prozent der Einwohner lebten unterhalb der Armutsgrenze.